# Иркутская синагога
Ирку́тская синаго́га — синагога в Иркутске, расположенная в Правобережном округе на улице Карла Либкнехта. Старейшая в России действующая синагога.
Построена по проекту иркутского архитектора В. А. Кудельского на пожертвования прихожан еврейской общины. Синагога представляет собой двухэтажное здание, которое имеет Т-образный план. Главный объём выходит на улицу Карла Либкнехта. Здание синагоги является памятником истории и культуры конца XIX века.

## История
Разрешение на строительство было выдано в апреле 1878 года. Строительство велось быстрыми темпами и 5 апреля 1879 года в стенах синагоги прошла первая служба. Синагога погибла в результате пожара 1879 года, но уже в 1882 году была восстановлена.
В конце XIX в. раввином синагоги был Ицхок Машевицкий, до 1918 года — Носон-Нотэ Олевский (1873—1966). В 1920 году синагога была национализирована, а в 1933 году закрыта.
Частичное возвращение синагоги состоялось в 1945 г. Обязанности раввина исполнял Л. Х. Резник. В 1958 году синагога была закрыта. С 1981 года в здании стали проходить службы, но полностью здание синагоги было возвращено иркутской общине в 1990 году.
27 июля 2004 года в иркутской синагоге случился пожар, в результате которого всё внутреннее убранство сгорело. Реставрация проводилась за счёт еврейских общин и частных лиц со всего мира и завершилась 25 марта 2009 года. Интересно, что по еврейскому календарю пожар случился в день девятого ава.